# بالخار
بالخار (به لاتین: Balkhar) یک منطقهٔ مسکونی در روسیه است که در شهرستان آگولسکی واقع شده‌است.